# Odón (kommun)
Odón är en kommun i Spanien.   Den ligger i provinsen Provincia de Teruel och regionen Aragonien, i den centrala delen av landet, 190 km öster om huvudstaden Madrid. Antalet invånare är 229. Arean är 74 kvadratkilometer.
Terrängen i Odón är huvudsakligen platt, men söderut är den kuperad.